# Conciles de Toulouse
Pour les articles homonymes, voir Concile de Toulouse (1229).
Plusieurs conciles se sont tenus à Toulouse.

## Historique

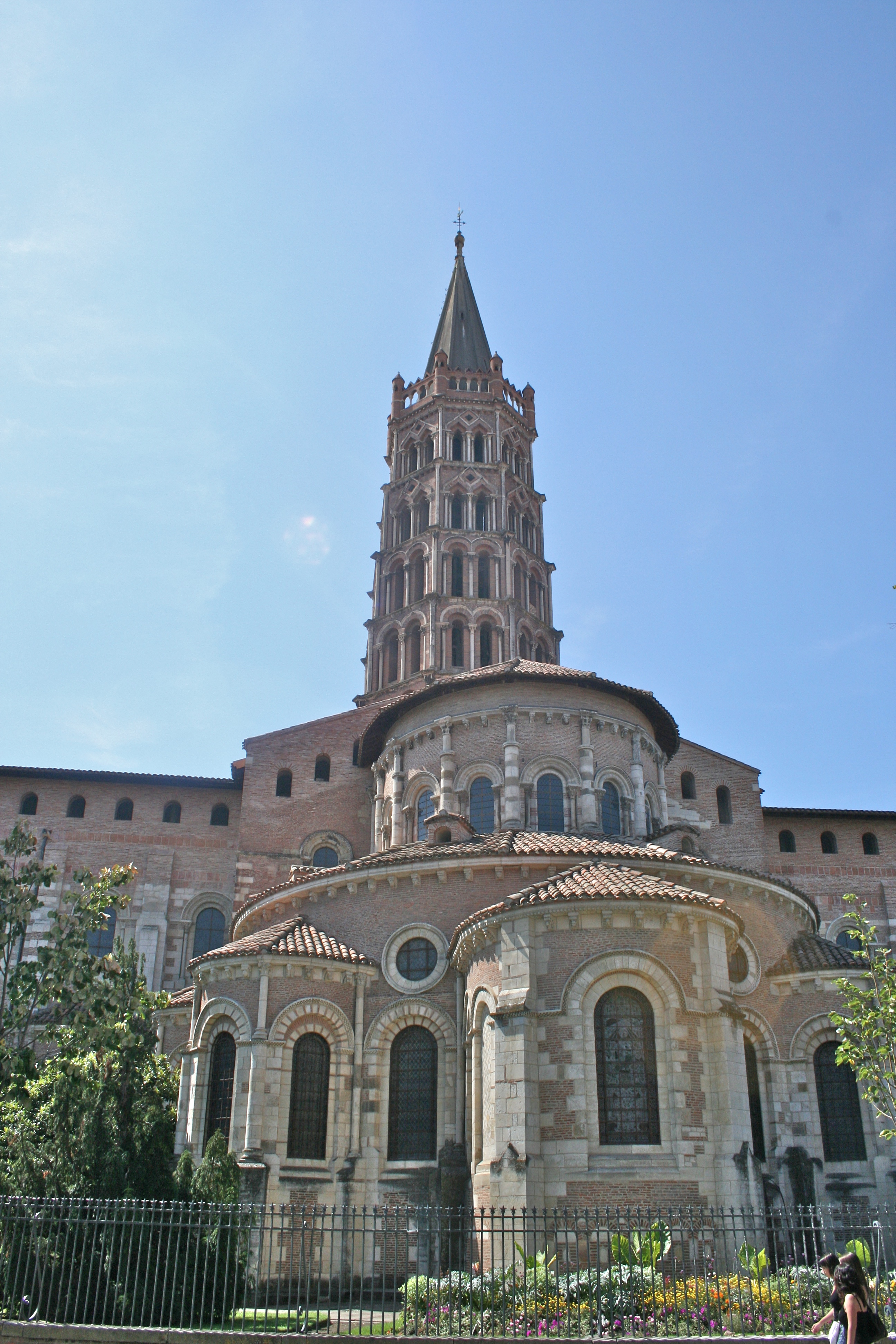
Basilique Saint-Sernin de Toulouse

- 355 : Concile des Gaules (ou à Poitiers).
- 506 ou 507 : Convoqué par Alaric II pour faire adopter son code de loi. Il n'est connu que par une lettre de Césaire d'Arles.
- 828 et 829 : Sous la présidence de l'archevêque d'Arles, Nothon[1] ; les actes de ces conciles sont perdus.
- Juin 844 : Charles II le Chauve promulgue un capitulaire en neuf articles, inséré dans le recueil des conciles.
- 879 et 883 : Au sujet des plaintes des Juifs contre les Chrétiens.
- 1003 ou 1020 : Excommunication de ceux qui levait des péages illégaux entre Stapes et Toulouse.
- 13 septembre 1056 : Sous la présidence de Raimbaud de Reillanne en tant que « vicaire du pape Victor II », « l'assemblée conciliaire promulgue, pour la première fois dans le Midi, des canons contre la simonie et le nicolaïsme, contre l'aliénation des dîmes et contre l'adultère et l'inceste[2] ».
- 1060 : Sous la présidence de Hugues de Cluny, légat du pape.
- 1068 : Sous la présidence de Hugues le Blanc, légat du pape. Condamnation de la simonie et rétablissement de l'évêché de Lectoure.
- 1075 et 1079 : Sous la présidence de Hugues de Die, légat du pape. Frotard, évêque d'Albi est excommunié et destitué pour simonie.
- Pentecôte 1090 : Convoqué par les légats du pape Urbain II, en présence de l'archevêque de Tolède.
- Pentecôte 1110 : Convoqué par le légat Richard d'Albano, né Richard de Millau. Le Pape étant Pascal II.
- Février 1118 : Prêche de la croisade en Espagne en faveur de Alphonse Ier d'Aragon qui prend Saragosse en décembre.
- 8 juillet 1119 : Présidé par le pape Calixte II. Les doctrines du prédicateur Pierre de Bruys sont condamnées comme hérétique[3].
- 1124 : Contre quelques moines hérétiques
- 1161 : En présence des rois Louis VII de France et Henri II d'Angleterre, d'envoyés de l'empereur Frédéric Barberousse, des légats du pape Alexandre III et de l'antipape Victor. L'élection de Victor est annulée et Alexandre III est reconnu comme pape.
- 1178 : Les Albigeois sont condamnés comme hérétiques.
- 1219 : Quatre règlements promulgués par le diacre Romain de Saint-Ange
- 1229 : Concile de Toulouse (1229) : Fin de la guerre contre les Albigeois, répression de l’hérésie par l’inquisition épiscopale, entre autres par l'interdiction de lire la bible, de posséder une bible dans la langue vernaculaire et de la traduire à partir du latin dans la langue vernaculaire (art.14)[4]. Fondation de l’Université de Toulouse. Canons du Concile de Toulouse, déposition légale d'un bras armée pour a lutte contre les hérésies.
- 1319 : Les actes sont perdus.
- 8 juin 1327 : Concile provincial convoqué par le premier archevêque de Toulouse Jean de Comminges.
- 1416 : Assemblée ecclésiastique provinciale
- Mai 1590 : Concile provincial convoqué par le cardinal et archevêque de Toulouse François de Joyeuse.

- Des synodes diocésains on eut lieu en 1452, 1531, 1596, 1613, 1615, 1616, 1617, 1618, 1619, 1620, 1623, 1628, 1631, 1644, 1659, 1667, 1677...

### Sources
- Dictionnaire portatif des conciles, par Pons Augustin Alletz
- Dictionnaire universel et complet des conciles, de Adolphe Charles Peltier